# The Jackson 5 Second National Tour
The Jackson 5 Second National Tour fue la segunda gira de conciertos a través de Norteamérica realizada por la banda estadounidense The Jackson 5. El tour empezó el 2 de enero de 1971 y finalizó en agosto de ese mismo año.

## Fechas de la gira
| Fecha                | Ciudad        | País           | Lugar                              |
| -------------------- | ------------- | -------------- | ---------------------------------- |
| Norteamérica         |               |                |                                    |
| 2 de enero de 1971   | Miami Beach   | Estados Unidos | Miami Beach Convention Center      |
| 3 de enero de 1971   | Mobile        | Estados Unidos | Mobile Civic Center                |
| 29 de enero de 1971  | Dayton        | Estados Unidos | University of Dayton Arena         |
| 30 de enero de 1971  | Columbus      | Estados Unidos | Veterans Memorial Auditorium       |
| 31 de enero de 1971  | Gary          | Estados Unidos | West Side Leadership Academy       |
| 27 de marzo de 1971  | Shreveport    | Estados Unidos | Hirsch Memorial Coliseum           |
| 28 de marzo de 1971  | New Orleans   | Estados Unidos | Municipal Auditorium               |
| 1 de abril de 1971   | Memphis       | Estados Unidos | Mid-South Coliseum                 |
| 2 de abril de 1971   | Tampa         | Estados Unidos | Curtis Hixon Hall                  |
| 4 de abril de 1971   | Jackson       | Estados Unidos | Mississippi Coliseum               |
| 28 de mayo de 1971   | Philadelphia  | Estados Unidos | Spectrum                           |
| 29 de mayo de 1971   | Indianápolis  | Estados Unidos | Indiana State Fairgrounds Coliseum |
| 30 de mayo de 1971   | Oklahoma City | Estados Unidos | Myriad Convention Center           |
| 16 de julio de 1971  | New York City | Estados Unidos | Madison Square Garden              |
| 17 de julio de 1971  | Charleston    | Estados Unidos | Charleston Civic Center            |
| 18 de julio de 1971  | Hampton       | Estados Unidos | Hampton Coliseum                   |
| 20 de julio de 1971  | Charlotte     | Estados Unidos | Charlotte Coliseum                 |
| 21 de julio de 1971  | Toledo        | Estados Unidos | Toledo Sports Arena                |
| 23 de julio de 1971  | Chicago       | Estados Unidos | International Amphitheatre         |
| 24 de julio de 1971  | Cincinnati    | Estados Unidos | Cincinnati Gardens                 |
| 25 de julio de 1971  | Detroit       | Estados Unidos | Detroit Olympia                    |
| 27 de julio de 1971  | Flint         | Estados Unidos | Flint Fairgrounds Coliseum         |
| 28 de julio de 1971  | Fort Wayne    | Estados Unidos | Allen County War Memorial Coliseum |
| 30 de julio de 1971  | Pittsburgh    | Estados Unidos | Pittsburgh Civic Arena             |
| 31 de julio de 1971  | Baltimore     | Estados Unidos | Baltimore Civic Center             |
| 1 de agosto de 1971  | Raleigh       | Estados Unidos | Dorton Arena                       |
| 2 de agosto de 1971  | Macon         | Estados Unidos | Macon Coliseum                     |
| 7 de agosto de 1971  | Columbia      | Estados Unidos | Carolina Coliseum                  |
| 10 de agosto de 1971 | Tampa         | Estados Unidos | Curtis Hixon Hall                  |
| 11 de agosto de 1971 | Birmingham    | Estados Unidos | Boutwell Memorial Auditorium       |
| 13 de agosto de 1971 | Kansas City   | Estados Unidos | Municipal Auditorium               |
| 14 de agosto de 1971 | St Louis      | Estados Unidos | Kiel Auditorium                    |
| 15 de agosto de 1971 | Memphis       | Estados Unidos | Mid-South Coliseum                 |